# Gęsiareczka (film 2009)
Gęsiareczka (niem. Die Gänsemagd) – niemiecki film familijny z 2009 roku, należący do cyklu filmów telewizyjnych Najpiękniejsze baśnie braci Grimm. Film jest adaptacją baśni braci Grimm pt. Gęsiareczka.

## Fabuła
Księżniczka Elżbieta tęskni za swoim narzeczonym, księciem Leopoldem i postanawia wyruszyć w podróż do jego kraju. W podróży towarzyszy jej jedna z pokojówek, Magdalena. Dziewczyna wychodzi z propozycją zamiany ról. Księżniczka Elżbieta niczego nieświadoma, zgadza się na propozycję pokojówki. W ten sposób musi przejąć opiekę nad gęsiami, a Magdalena zostaje księżniczką i jak się wkrótce okazuje, przyszłą panną młodą. 

## Obsada[1]
- Karoline Herfurth: księżniczka Elisabeth/Gęsiareczka
- Susanne Bormann: pokojówka Magdalena
- Florian Lukas: książę Leopold
- Julius Römer: chłopiec od gęsi
- Petra Kelling: królowa Dorothea
- Henry Hübchen: król Gustav